# Bastendorf
Bastendorf (lb. Baastenduerf) – wieś (Uertschaft) w północno-wschodnim Luksemburgu, w kantonie Vianden, w gminie Tandel. Do 3 października 2015 miejscowość leżała w dystrykcie Diekirch, a do 31 grudnia 2005 była samodzielną gminą. Liczy 616 mieszkańców (31 grudnia 2022).